# 猪熊教利
猪熊教利（日语：／ Inokuma Noritoshi，1583年—1609年11月13日），日本安土桃山時代至江戶時代初期的公家，官拜正五位下・左近衛少將。他是權大納言四辻公遠之子，後過繼給高倉家，稱高倉範遠。1587年（天正15年），入繼山科家，後改名山科教利，並於1592年（天正20年）成為山科家的當主。1599年（慶長4年），他創立新的山科家分家，以其居住地猪熊小路為名，將家名改為猪熊氏。
猪熊教利容貌俊美，当时人们将他和在原业平和源氏物语中的光源氏相比。1609年（慶長14年），他被告發與女官5人、烏丸光廣等公家7人私通，因此被斬首，是為猪熊事件。